# Euchromius zaguljaevi
Euchromius zaguljaevi là một loài bướm đêm trong họ Crambidae.